# Baj'lok'IIja
Baj'lok'IIja är en ort i Mexiko.   Den ligger i kommunen Tenejapa och delstaten Chiapas, i den sydöstra delen av landet, 800 km öster om huvudstaden Mexico City. Baj'lok'IIja ligger 2 135 meter över havet och antalet invånare är 246.
Terrängen runt Baj'lok'IIja är huvudsakligen kuperad, men åt nordost är den bergig. Runt Baj'lok'IIja är det tätbefolkat, med 319 invånare per kvadratkilometer. Närmaste större samhälle är San Cristóbal de las Casas, 18,3 km sydväst om Baj'lok'IIja. I omgivningarna runt Baj'lok'IIja växer i huvudsak städsegrön lövskog.